# Кудряшова, Ольга Сергеевна
О́льга Серге́евна Кудряшо́ва (25 ноября 1978, Зеленодольск, Татарская АССР) — белорусская биатлонистка, член национальной сборной. Начала заниматься биатлоном в 1996 году. Двукратная чемпионка Европы 2007 года в преследовании и эстафете, обладательница бронзовой медали в спринте. Участница двух чемпионатов мира. Лучший результат на этапах Кубка мира — 8-е место (дважды). Мастер спорта Республики Беларусь международного класса.

## Кубок мира
- 2006—2007 — 28-е место
- 2007—2008 — 50-е место
- 2008—2009 — 24-е место
- 2009—2010 — 54-е место

В конце сезона 2009—2010 приняла решение о завершении карьеры.